# 金龙街道 (曲靖市)
金龙街道，是中华人民共和国云南省曲靖市沾益区下辖的一个街道办事处。
2013年10月20日，云南省人民政府批复同意撤销西平镇，设立西平街道、龙华街道、金龙街道。

## 行政区划
金龙街道下辖以下地区：
玉光社区、大营社区、金龙社区、新海村、轩家村和桃园村。